# الون جونز (تنیس‌باز)
الون جونز (انگلیسی: Alun Jones؛ زاده ۲۶ آوریل ۱۹۸۰) یک تنیس‌باز اهل استرالیا است.